# Jean Ayer
Jean Ayer, né le 6 janvier 1930 à Lausanne en Suisse et mort le 15 juin 2012 à Lausanne, est un joueur suisse de hockey sur glace, gardien de l'équipe nationale entre 1949 et 1964. Gardien de but de grande taille, il a développé un système de jeu original, ne mettant pas le genou à terre et saisissant le palet avec la main gauche grâce à un gant pince.

## Carrière
Découvert à Lausanne par Othmar Delnon  et Hans Cattini, il commence sa carrière dans le club de Montchoisi III à Lausanne en novembre 1944 et passe en janvier 1946 dans la première équipe. De 1951 à 1952, il est dans l'équipe du HC Davos et gagne sa première coupe Spengler en 1951. Il rejoint les Young Sprinters HC en 1952 et y reste jusqu'en 1958. En 1958, il signe à l'ACBB et y gagne trois fois la coupe Spengler. En 1960, il entre au HC Villars tout en continuant à prêter main-forte occasionnellement à l'ACBB. Il quitte ensuite le HC Villars pour évoluer avec Genève-Servette de 1961 à 1966 puis retourne jouer à Villars jusqu'en 1969 qui marque la fin de sa carrière.
Durant un séjour linguistique à Londres en 1953, il dispute sept matchs de la ligue professionnelle anglaise en automne avec l'équipe des Wembley Lions puis retourne à Neuchâtel pour commencer la saison 1953-54, d'où le port de son maillot des Wembley Lions en souvenir.
Selon ses propres statistiques, Jean Ayer disputa au total 600 matchs.
Il meurt à Lausanne le 15 juin 2012.

## Palmarès

- 31 sélection avec les Canadiens d'Europe
- 10 participations à la Coupe Spengler gagnée 4 fois 1951 (HCD), 1959 (ACBB), 1960 (ACBB), 1961 (ACBB)
- 2 victoires en Coupe de Suisse en 1957 et 1958
- 83 matchs en sélections suisses (1947-1963) dont 38 avec l'équipe suisse A (1951-63)
- 32 matches en 5 championnat du monde (1951-1961)

Il a participé également à 30 matches de la sélection des Swiss Canadians et des Canadiens d'Europe avec de très bons résultats.
À mentionner, les championnats du monde de hockey à roulettes avec ses 10 matches sur 14 avec l’équipe suisse des frères Monney et Milliasson.
Il a également pratiqué le basket-ball en ligue nationale A, le tennis et le badminton.
En son hommage, son portrait a servi de modèle à la médaille de champion de 1re ligue.

## Statistiques
| Année | Équipe | Compétition            |   | PJ  | Min | BC   | Moy | % Arr | Bl | Pun                |  | Résultat |
| 1951  | Suisse | Championnat du monde   | 3 | 123 | 6   | 2,91 |     |       |    | Médaille de bronze |  |          |
| 1954  | Suisse | Championnat du monde   | 4 | 240 | 19  | 4,75 |     |       |    | 7e place           |  |          |
| 1955  | Suisse | Championnat du monde   | 4 | 220 | 30  | 8,18 |     |       |    | 8e place           |  |          |
| 1959  | Suisse | Championnat du monde   | 9 | 180 | 9   | 3,00 |     |       |    | 12e place          |  |          |
| 1961  | Suisse | Championnat du monde B | 3 | 180 | 6   | 2,00 |     |       |    | 3e place           |  |          |